# Luna Gevitz
Luna Nørgaard Gewitz, född den 3 mars 1994 i Århus, är en dansk fotbollsspelare (försvarare) som spelar för damallsvenska BK Häcken. Gevitz har tidigare representerat bland annat franska EA Guingamp och danska Fortuna Hjörring. Hon har även gjort landskamper för Danmark och varit med i flera danska mästerskapstrupper.